# Badia de San Francisco
La Badia de San Francisco (en anglès: San Francisco Bay) és a la costa del Pacífic, de l'estat de Califòrnia a l'oest dels Estats Units, envoltada per una regió contigua coneguda com a Àrea de la Badia de San Francisco, dominada per les grans ciutats de San Francisco, Oakland i San José. És un estuari de poca profunditat, que drena aproximadament el quaranta per cent de l'aigua de Califòrnia, que prové dels rius Sacramento i San Joaquin des de les muntanyes de Sierra Nevada, i desemboca a l'oceà Pacífic. Tècnicament ambdós rius desemboquen a la badia Suisun, que flueix per l'estret Carquinez per trobar-se amb el riu Napa en l'entrada a la badia de San Pablo, que s'uneix al final de la seva part sud amb la badia de San Francisco, però tot el grup de badies interconnectades sovint es coneix com a badia de San Francisco.

## Relleu

Ponts de la Badia de San Francisco:
(1) Richmond-San Rafael.
(2) Golden Gate.
(3) San Francisco-Oakland Bay.
(4) San Mateo-Hayward.
(5) Dumbarton.

És una vall fluvial submergida, paral·lela a la línia de la costa i connectada amb l'oceà Pacífic per l'estret de Golden Gate, travessat pel pont homònim. Té una superfície d'entre 1.040 i 4.160 km² (depenent si hi comptem els estuaris, pantans, petites badies i altres accidents geogràfics que l'envolten). Té una longitud de 97 km, una amplada de 5 a 22 km d'est a oest i constitueix un dels ports naturals més espectaculars del món. Conté les illes Treasure, Yerba Buena, Angel Island, Alcatraz, Alameda, Bair Island, Bird Island, Brooks Island, Brother Islands (East Brother Island i West Brother Island), Coast Guard Island, Marin Island (East Marin Island i West Marin Island), Rat Rock i Red Rock Island.

## Centres urbans
S'hi assenten grans nuclis urbans, com San Francisco, Oakland, Berkeley, Richmond, Alameda, San Leandro i Hayward, cinturó urbanitzat d'uns 45 km de llargada a la costa oriental.

## Presons
Al nord de la Badia hi ha la Presó Estatal de San Quentin, que fou la primera presó de Califòrnia.

## Ports
El conjunt dels seus ports registra un tràfic només superat, a la costa nord-americana del Pacífic, pel del port de Los Angeles-Long Beach.

## Ponts
Hi ha fins a cinc ponts: El Pont Golden Gate, el Richmond-San Rafael Bridge, el San Francisco-Oakland Bay Bridge, el Hayward-San Mateo Bridge i el Dumbarton Bridge.

## Enllaços externs

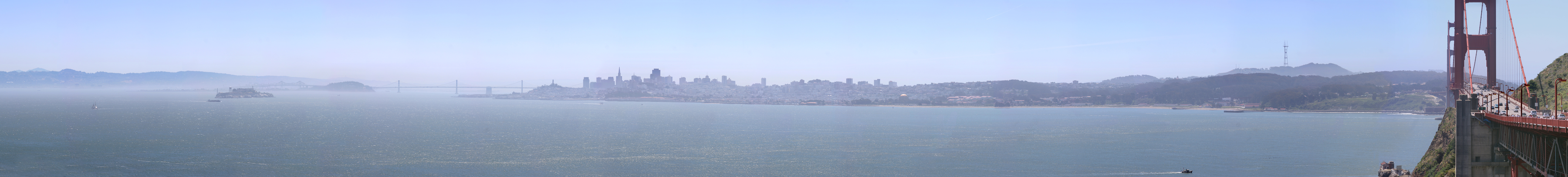
Visió panoràmica de la Badia de San Francisco.